# 乌克兰人列表
乌克兰人按职业分类，可以从以下各列表中查询。
- 乌克兰君主列表（英语：List of rulers in states compromising today territories of Ukraine）
- 乌克兰总理列表
- 乌克兰艺术家列表（英语：List of Ukrainian artists）
- 乌克兰演员列表（英语：List of Ukrainian actors）
- 乌克兰作家列表（英语：List of Ukrainian writers）
  - 乌克兰小说家列表（英语：List of Ukrainian novelists）
- 乌克兰建筑家列表（英语：List of Ukrainian architects）
- 乌克兰画家列表（英语：List of Ukrainian painters）
- 乌克兰作曲家列表（英语：List of Ukrainian composers）
- 乌克兰哲学家列表（英语：List of Ukrainian philosophers）
- 乌克兰雕刻家列表（英语：List of Ukrainian sculptors）
- 乌克兰电影导演列表（英语：List of Ukrainian film directors）
- 乌克兰裔美国人列表（英语：List of Ukrainian Americans）

|  | 本条目是人物相关列表索引。 |